# 논산 노강서원 강당
논산 노강서원 강당(論山 魯岡書院 講堂)은 대한민국 충청남도 논산시 광석면에 있는 조선시대의 건축물이다. 2011년 12월 30일 대한민국의 보물 제1746호로 지정되었다.

## 입지 현황 및 역사문화환경
노강서원은 동북쪽 노성의 호암산 자락이 길게 뻗어 이룬 나지막한 구릉을 등지고 자리 잡은 마을 뒤에 남서향으로 배치되어 있다. 마을 전방으로는 개천이 감돌아 가고 그 앞으로는 넓은 평야가 시원하게 펼쳐져 있는 야거형(野居形)입지이다. 이런 평지에 배치하여 공간적 위계를 부여하는 입지환경은 주로 기호지역에서 찾아 볼 수 있다.
초입에 서 있는 홍살문을 지나서 곧바로 만나는 솟을외삼문을 들어서면 마당 건너에 강당이 크게 자리 잡고, 그 앞쪽 좌·우측에 동·서재가 대향하여 강학공간을 이루고 있다. 강당 뒤편 높은 곳에는 내삼문과 사당이 일곽을 이루며 제향공간을 구성하고 있다. 앞쪽에 강학공간을 두고 그 뒤로 제향공간을 배치한 전학후묘이며, 외삼문·강당·내삼문·사당을 일축선상에 놓고 동·서재를 대칭으로 앉혀 정연한 배치구도를 갖게 했다. 노강서원이 건립된 17세기 후반은 대체로 정형의 배치가 해체되는 경우가 많은데 비해, 노강서원은 이전 시기의 엄격한 질서체계를 갖추고 있다. 또한 내삼문도 일반적인 1동으로 하지 않고 3동으로 하여 예적질서에 따라 신과 사람의 출입동선을 확연하게 구분하였는데, 이는 흔치않은 모습으로 눈길을 끈다.

## 연혁 및 건축적 특징

### 연혁
노강서원은 숙종 1년(1675) 김수항의 발의로 윤황의 학문과 덕행을 추모하고 지방민의 유학 교육을 위하여 건립하였다. 숙종 8년(1682)에 사액을 받은 후 윤황의 아들 석호 윤문거를 추향하고, 경종 3년(1732)에는 노서 윤선거와 그의 아들인 명재 윤증을 추향했다. 숙종 43년(1717) 정쟁으로 인해 윤선거·윤증 부자가 관직이 삭탈되면서 사액 현판까지 철거됐다가 경종 2년(1722) 두 사람의 관직이 회복되면서 현판도 복액되었다. 고종 8년(1871) 대원군의 서원 훼철령에도 철폐되지 않고 330여 년 동안 원래 위치를 잘 지키고 있다.

### 건축
강당은 전퇴를 둔 정면 5칸, 측면 3칸 규모로 충남지역에 소재하고 있는 서원 중에서 대표적으로 큰 규모이다. 평면은 가운데 큰 대청을 두고 그 양측에 온돌방을 놓았는데, 대청인 3칸의 주칸은 등간격이고, 온돌방인 양퇴칸의 주간은 대청 주간보다 좀 더 크게 잡았다. 건물의 정면 모두에는 4분합 굽널띠살 들문을 달고, 대청과 양측 온돌방 사이에는 건물 앞쪽으로는 2분합 맹장지 들문이 나있다. 대청과 온돌방 사이의 맹장지 들문 형식은 소수(중건 : 1602년)·도동(이건 : 1605년)서원의 강당에서 찾아 볼 수 있는 오래된 모습이다.
구조양식은 장대석 바른층쌓기 기단 위에 자연석 초석을 놓고, 약간의 배흘림이 들어간 원주를 세웠다. 기둥의 키가 비교적 높아서 축부와 옥개부가 비례적으로 약간 어색하지만 강학공간의 중심 건물로서의 위용을 갖추기 위함으로 여겨진다. 덧지붕 부분은 방형 초석위에 네모 기둥을 세웠다. 공포는 1출목 3익공식으로 짜서 얹었는데, 1·2익공은 앙서형으로 외단을 사절하고, 그 위에 각각 연봉과 연화를 새김하였으며, 3익공은 운공형으로 위에 당초로 초각했다. 보머리도 아래의 운공처럼 초각되어 있다. 출목 첨차는 양단을 비스듬하게 자르고 하단을 연화두로 장식한 고풍스러운 모양새다. 주간의 화반은 정면에는 초각하여 화려하게 하고, 배면은 장식 없이 방형 판재로 간략하게 하여 실용성을 높였다. 대청 상부 가구는 5량가로 자연스러우면서 장대한 대량이 위용을 더하고 있다.
옥개부는 겹처마 맞배지붕인데, 박공의 풍판 아래에 가례서에서 ‘영(榮)’으로 언급하고 있는 짧은 덧지붕이 눈썹처럼 달려 있다. 이런 덧지붕은 인근 돈암서원의 응도당에서 찾아 볼 수 있는 독특한 시설로 빼 놓을 수 없는 특징 중 하나이다.

## 지정 가치
노강서원은 1675년에 건립한 이후 한 차례도 이건하지 않고 대원군 때 훼철되지 않은 기호유학의 대표적 서원으로 들판에 입지하여 예적질서 체계를 부여한 전학후묘 형식으로 기호지역의 배치적 특성을 잘 보여주고 있다. 강당은 충남지역에서 대표적으로 큰 규모이며, 이에 적절한 모양새의 기단과 초석이 화려함과 검박함으로 융합된 1출목3익공의 공포 형식이 돋보인다. 맞배지붕에 덧붙은 ‘영’은 아주 귀한 시설로 풍우로부터 훼손을 방지하고 어색하게 높은 건물의 외관을 시각적으로 안정되게 할 뿐 아니라 팔작지붕의 곡선미를 조심스럽게 더해서 검소함을 잃지 않게 한 뛰어난 기법을 엿보게 한다. 청방간의 맹장지 4분합 굽널띠살 들문은 17세기 초 건물에서 주로 찾아 볼 수 있는 창호로 옛스러움을 더해주고 있다.
이처럼 노강서원 강당은 기호지역 유교건축의 귀중한 양식적 특징과 지역성 그리고 17세기 말 서원건축의 시대적 양상을 잘 살펴 볼 수 있는 건축물이다.

## 같이 보기
- 논산 노강서원 - 사적 제540호

## 참고 자료
- 논산 노강서원 강당 - 국가유산청 국가유산포털